# 篡改猴
篡改猴（英文名：Tampermonkey，中文俗稱：油猴），是一款瀏覽器上的擴展，用戶可以通過Tampermonkey添加和使用脚本，而脚本是一種可以修改网页JavaScript的程序。 
Tampermonkey最早由扬·比诺克（Jan Biniok）于2010年5月创建。它最初只是Greasemonkey的一個脚本，之後作為一款獨立的擴展在Google Chrome浏览器上推出。2019年，Tampermonkey的用户已经超过1000万。Tampermonkey是Chrome网上应用店上用戶數量超過1000万的13个扩展之一。